# Косариков, Александр Николаевич
Косариков Александр Николаевич (4 марта 1945, Горький — 29 марта 2024) — председатель Совета народных депутатов города Горького (Нижнего Новгорода) в 1990—1993 годах. Заслуженный деятель науки Российской Федерации (2001).

## Биография
Родился 4 марта 1945 года в городе Горьком.
В 1967 году окончил радиофизический факультет Горьковского государственного университета им. Н. И. Лобачевского. В 1967—1990 годах — инженер, старший научный сотрудник НИИ измерительных систем.
В 1990—1993 годах — заместитель председателя, председатель Горьковского (Нижегородского) городского Совета народных депутатов.
В 1994—1998 годах — заместитель губернатора Нижегородской области по экологии и использованию природных ресурсов. 
В апреле 1998 года был назначен полномочным представителем Президента РФ в Нижегородской области. Освобожден от должности в январе 2000 года.
В 1999—2003 годах — Депутат Государственной Думы 3-го созыва. В 2003—2007 годах — депутат Государственной Думы 4-го созыва.
Скончался 29 марта 2024 года на 80-м году жизни.

## Награды
- Орден Дружбы (2007)[5]
- Орден «Знак Почёта»
- Заслуженный деятель науки Российской Федерации (2001)[6]
- Государственная премия Российской Федерации в области науки и техники (2001)

## Личная жизнь
Женат. Двое детей.